# 샤미 케밥
샤미 케밥(힌두스탄어: شامی کباب, शामी कबाब 샤미 카바브)은 남아시아의 케밥이다. 양고기 등의 고기를 차나 달(벵골콩 짜개), 향신료와 함께 익힌 뒤 갈아서 동글납작하게 빚은 다음 기름에 지져 먹는다. 번 사이에 샤미 케밥과, 달걀, 양파, 차트니 등을 끼워 먹는 것은 "안다 샤미"라 불린다.

## 이름
힌두스탄어 "샤미 카바브(शामी कबाब, شامی کباب)는 어원이 불분명한 "샤미(शामी, شامی)"와 아랍어 "카밥(كباب)"이 페르시아어 "카바브(کباب)"를 거쳐 들어온 말인 "카바브(कबाब, کباب)"로 이루어져 있다.
"샤미"의 어원에 관해서는 다음과 같은 설이 있다.
- "시리아"를 뜻하는 "샴(शाम, شام)"에서 나왔다는 설: 어원은 아랍어 "샴(شام)"이다. 무굴 제국에 샴 출신 요리사가 많았다.
- "저녁"을 뜻하는 "샴(शाम, شام)"에서 나왔다는 설: 어원은 "저녁 식사"를 뜻하는 페르시아어 "샴(شام)"이다.

## 같이 보기
- 동그랑땡
- 안다 샤미
- 차플리 케밥